# Prochetostoma bhutanicum
Prochetostoma bhutanicum (лат.) — вид двукрылых насекомых рода Prochetostoma семейства пестрокрылок (Tephritidae). Впервые описан энтомологом Хо Ён Ханом в 2006 году.
Prochetostoma bhutanicum и Prochetostoma contemnens — первые два вида, помещённые к 2006 году в состав отдельного рода Prochetostoma, считающегося базальным в рамках своей подтрибы Chetostomatina. В некоторых источниках Prochetostoma ошибочно считают монотипным родом с единственным видом Prochetostoma bhutanicum.

## Распространение, описание
Типовой экземпляр обнаружен в Бутане (отсюда название вида bhutanicum). Общий ареал включает Китай, Мьянму, Бутан и Индию.
Тело почти полностью жёлто-коричневое, с тёмно-коричневыми щетинками и сетулами. Размах крыльев — 4,9—5,1 мм.